# Řízení uživatelských účtů
Řízení uživatelských účtů, anglicky User Account Control, zkráceně UAC, je bezpečnostní technologie poprvé představena v operačním systému Microsoft Windows Vista. Zvyšuje bezpečnost Microsoft Windows omezením oprávnění aplikacím na úroveň uživatele dokud administrátor nepotvrdí zvýšení práv aplikace. Pouze aplikace, kterým uživatel věří, dostanou vyšší oprávnění a malwaru je zabráněno obdržení oprávnění k poškození systému. Jinými slovy uživatelský účet může mít administrátorská oprávnění, ale aplikace pouštěné uživatelem nikoli. Pouze aplikace, u kterých bylo předem nastavena vyšší oprávnění, nebo ty které uživatel dočasně povolí na dotaz systému.
Aby se zamezilo komunikaci aplikace s nižšími právy s aplikacemi s vyššími právy, je použita jiná technologie. UIPI je spolu s UAC použito k izolaci procesů od sebe. Jedna z předních aplikací využívající tohoto systému je Windows Internet Explorer 7 v „Protected Mode“.

## Přehled
Vydání Windows starší než Windows NT byly zaměřeny na spotřebního uživatele (například Windows 95, Windows 98 a Windows Me), byly to jednouživatelské operační systémy, kde měl uživatel superuživatelská oprávnění. Na druhé straně Windows NT a novější (Windows XP) jsou již víceuživatelské. Uživatelé tak mají různé úrovně oprávnění a přístupů.
Ve Windows XP byl první uživatel založen při instalaci systému a měl implicitně nastavena administrátorská oprávnění. Většina uživatelů ale používala tento účet pro každodenní užití. To zapříčinilo, že veškerý software, vč. malware, běžel s administrátorskými oprávněními, čímž dostal plný přístup k operačnímu systému.
Mnoho aplikací pro Windows nebylo dokonce dosud nejsou vytvořeny tak, aby fungovaly bez administrátorských oprávnění. Používají například svůj adresář v Program Files k ukládání uživatelských dat. Do těchto souborů pak nemohou pod běžným uživatelským účtem zapisovat, neboť adresář Program Files může běžný uživatel standardně jen číst. Běh těchto aplikací pod běžným uživatelským účtem může vést k chybám nebo podivnému chování aplikací. Stalo se tak běžnou praxí přidělovat i běžným uživatelům plná administrátorská oprávnění pro běžnou práci.
Na rozdíl od toho operační systémy založené na Unixu (např. Linux) byly vždy navrhovány pro multi-uživatelský přístup s několika bezpečnostními úrovněmi. Aplikace vytvářené pro tyto platformy s tím počítaly a podrobily se tomu.
Při využití User Account Control v systémech Windows Vista a Windows Server 2008 vyžadují akce, které mohou ovlivnit bezpečnost a stabilitu operačního systému před provedením zapsat administrátorské jméno a heslo. Pokud je uživatel administrátor, nemusí znovu zadávat jméno a heslo. Místo toho se zobrazí dialogové okno s možnostmi, zda akci povolit nebo ne.
Při přihlašování se do Windows jako běžný uživatel, se vytvoří přihlašovací relace a token obsahující pouze nejzákladnější oprávnění. V tomto případě, nové přihlášení je neschopné udělat změnu, která by mohla ovlivnit celý systém. Po přihlášení jako uživatel administrátorské skupiny jsou přiřazeny 2 samostatné tokeny. První token obsahuje všechna oprávnění připadající administrátorovi a druhý token je omezený na to, co dostane standardní uživatel. Uživatelské aplikace, včetně (Windows Shell), jsou spuštěny s omezeným tokenem. Výsledkem jsou omezená oprávnění dokonce pod administrátorským účtem. Když si aplikace vyžádá vyšší oprávnění nebo je klepnuto na „Spustit jako administrátor“, vyskočí UAC okno s potvrzením, a pokud je potvrzeno, začne proces s administrátorskými právy.